# Monobia trifasciata
Monobia trifasciata är en stekelart som beskrevs av Abraham Willink 1982.
Monobia trifasciata ingår i släktet Monobia och familjen Eumenidae. Inga underarter finns listade i Catalogue of Life.